# Павлов, Иван Петрович (депутат)
Ива́н Петро́вич Па́влов (1868 — не ранее 1913) — крестьянин, депутат Государственной думы I созыва от Московской губернии.

## Биография
Из крестьян Верейского уезда Московской губернии. Учился в школе Московского воспитательного дома. Служил сельским старостой. Являлся волостным старшиной Ташировской волости Верейского уезда Московской губернии. Был казначеем Ташировского сельскохозяйственного общества.
26 марта 1906 избран в Государственную думу I созыва от съезда уполномоченных от волостей. В начале работы Думы — беспартийный, затем вошел в Конституционно-демократическую фракцию. В думских комиссиях не состоял, в дискуссиях в Думе не участвовал.
Дальнейшая судьба и дата смерти неизвестны.